# Monosí
A monosí (olaszul monosci/guscio, angolul monoski, vagy sit-ski) alsó végtag sérülteknek (paraplégeknek és alsó végtag amputáltaknak) egy olyan speciális sporteszköz, mely lehetővé teszi számukra a síelést. Talán egyetlen a sportok közül, mellyel egy mozgássérült ugyanazt az érzést élheti át, mint lábon síelő társai: ugyanolyan sebességgel száguld a havon, ugyanolyan fürge és ugyanúgy felvonózik. Sokan összekeverik az eszközt, mint monosí a paralimpiai sportággal, mint alpesi sízés. Alpesi sízés kategóriái a Super G, az óriás-műlesiklás és a műlesiklás. Ezeken belül még 3 alkategóriát találunk a fizikai sérüléstől függően, vagyis álló (végtag amputáltak), ülő (monosízők, vagyis paraplégek és alsó végtag amputáltak), valamint a nem látók.

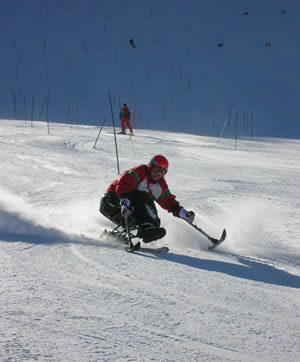
Vass Ágnes

## Az eszköz által űzhető sport pozitív hatásai
- teljesen szimmetrikusan erősíti a test jobb és a bal oldalát
- nagy mértékben fejleszti az egyensúlyérzéket, ami egy paraplég ember esetében igen minimális is lehet
- mint minden sport, ez is nagyon jó hatással van a vérkeringésre, légzésre, stb.

## Az eszköz részei
- 1 db ülőszerkezet, mely maga a monosí
- 2 db minisí/stabilizátor
- 1 vagy 2 db síléc (monosífajtától függően) kötéssel

## Az eszköz leírása
Monosí:

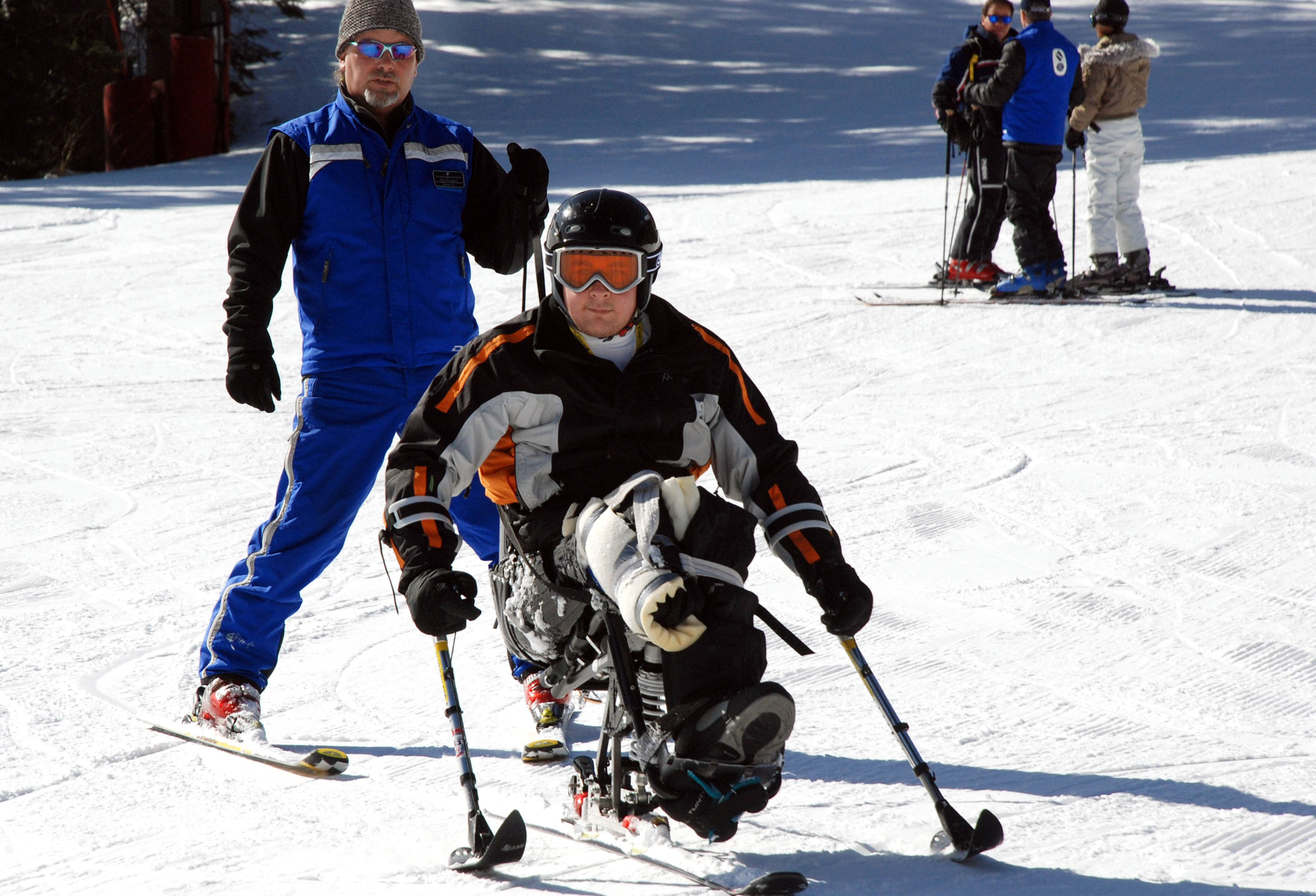
Első leckék a Praschberger féle monosín

Fentről lefelé haladva először is található az ülőbob, mely derék, csípő és combrészen tökéletesen illeszkedik a használójára. A háttámla magassága a síelő fizikai tulajdonságaitól függ, vagyis paraplégek esetében minél magasabb a sérülés annál magasabb a háttámla is. Alsóvégtag amputáltak esetében minden has- és derékizom ép, így a háttámla a lehető legalacsonyabb.
Ez az “ülőke” van rögzítve egy mérnöki precizitással és hosszas munkával kidolgozott részre, melybe be lett építve egy, a rally motorokban is használt, lengéscsillapító, mely segíti tompítani a sípálya egyenetlenségét, valamint biztosítja a dinamikus mozgást. Ezen a középponti részen található egy lábtartó is. Mindez egy, a síbakancsok kötésbe illeszkedő formájához hasonló részben végződik, melyet a síléc kötésébe illesztünk.
Vannak 2 db sílécre rögzíthető monosík is, de minden esetben a síelő egyensúlya az, ami lehetővé teszi a sportot.
Síléc:
bármilyen hosszúságú, normál szélességű síléc lehet, egy nagy teherbírású kötéssel, hiszen mind a síelő ember, mind az eszköz tömege egyetlen darab kötésre és lécre hárul.
Minisík:
2 db alkarra erősíthető bot, mely 1-1 kb. 30-40 cm-es műanyag sílécben végződik. Így a síelő egyensúlyát 3 pontos alátámasztás biztosítja. A vízszintes talajon való előrehaladást a minisík csukott állapota teszi lehetővé.

## Az eszköz használata
Miután a síelő beleült a bobba, 3 ponton kerül rögzítésre: bokánál, térd felett és a hasnál 1-1 tépőzáras öv segítségével. A lábakat vagy egy erős vízálló szövet védi, vagy egy műanyag burok, a síelő igényeitől függően.
Korongos/csákányos felvonó használata: térdmagasságban található keresztirányú pántba történő beakasztással, mely a felvonó végén jobb, ill. bal oldalon egy rántással kioldható.
Székes felvonó használata: Az eszköz egy “fogantyú” segítségével “kinyitja” az eszközt (bobot), úgy, hogy a lengéscsillapító más helyzetbe kerül, így az eszköz ülőke részével ráül a felvonóra. A felvonó végén egy határozott mozdulattal leemelkedik.
Kabinos felvonó használata kissé körülményes, hiszen abban az esetben úgy kell lecsatolni a lécet, hogy a síelő még benne ül, és külső segítséggel be kell emelni a kabinba. Felérve külső segítséggel kell kiemelni a kabinból, és rácsatolni a lécre.

## Eszköztípusok
- Praschberger-féle monosí (Ausztria)
- Tessier-féle monosí (Francia)
- Tessier-féle dualsí (2 lécre rögzített)
- Tessier-féle kartsí (2 lécre rögzített eszköz, melynél a hangsúly inkább a kéz munkáján van, mintsem az egyensúlyon)